# اگویل نویر د پیوتری
اگویل نویر د پیوتری (به ایتالیایی: Aiguille Noire de Peuterey) یک کوه در ایتالیا است که در کورمایر واقع شده‌است. اگویل نویر د پیوتری ۳٬۷۷۳ متر بالاتر از سطح دریا واقع شده‌است.